# Campeonato da Oceania Juvenil de Atletismo de 2008
O Campeonato da Oceania Juvenil de Atletismo de 2008 foi a 9ª edição da competição organizada pela Associação de Atletismo da Oceania para atletas com menos de 18 anos, classificados como juvenil. O campeonato foi realizado entre os dias 25 a 28 de junho de 2008. Teve como sede o Complexo Esportivo Oleai, na cidade de Saipan, nas Marianas Setentrionais, sendo disputadas 37 provas (18 masculino, 18 feminino e 1 misto). Teve como destaque a Nova Zelândia com 36 medalhas sendo 19 de ouro.

## Medalhistas
Os resultados completos podem ser encontrados nos sites da Associação de Atletismo da Oceania  e na história mundial do atletismo júnior. 

### Masculino
| Evento                 | Ouro                                                                           | Ouro    | Prata                                                             | Prata   | Bronze                                     | Bronze   |
| ---------------------- | ------------------------------------------------------------------------------ | ------- | ----------------------------------------------------------------- | ------- | ------------------------------------------ | -------- |
| 100 metros             | Alex Jordan · Nova Zelândia                                                    | 11.38   | Andy Lui · Tonga                                                  | 11.50   | Daniel McLean · Austrália                  | 11.55    |
| 200 metros             | Alex Jordan · Nova Zelândia                                                    | 21.93   | Mason Holm · Austrália                                            | 22.55   | Joe Matmat · Papua-Nova Guiné              | 22.97    |
| 400 metros             | Joel Armstrong · Nova Zelândia                                                 | 49.53   | Dean Searles · Austrália                                          | 50.32   | Kiakia Tekambwa · Kiribati                 | 52.10    |
| 800 metros             | Dean Searles · Austrália                                                       | 1:57.19 | Tom Hall · Nova Zelândia                                          | 2:00.76 | Yann Follin · Polinésia Francesa           | 2:04.81  |
| 1 500 metros           | Tom Hall · Nova Zelândia                                                       | 4:24.14 | Douglas Schmidt · Palau                                           | 4:28.68 | Christopher Magtoto · Guam                 | 4:30.89  |
| 3 000 metros           | Christopher Magtoto · Guam                                                     | 9:51.88 | Gregory Foasilafu · Ilhas Salomão                                 | 9:51.98 | Victorino Untalan · Marianas Setentrionais | 11:10.92 |
| 6 km corta-mato        | Gregory Foasilafu · Ilhas Salomão                                              | 10:16   | Christopher Magtoto · Guam                                        | 10:20   | Jeofry Limtiaco · Guam                     | 10:54    |
| 110 metros barreiras   | Daniel McLean · Austrália                                                      | 14.62   | Andy Lui · Tonga                                                  | 14.88   | Michael Cochrane · Nova Zelândia           | 14.97    |
| 400 metros barreiras   | Michael Cochrane · Nova Zelândia                                               | 54.69   | Andy Lui · Tonga                                                  | 54.75   | Malenckov Towai · Guam                     | 1:05.67  |
| 4×100 metros estafetas | Nova Zelândia · Michael Cochrane · Rory Hofmans · Joel Armstrong · Alex Jordan | 43.60   | Austrália · Mason Holm · Daniel McLean · Dean Searles · Linc Port | 43.88   |                                            |          |
| Salto em altura        | Nick Gerrard · Nova Zelândia                                                   | 1.90    | Michael Cochrane · Nova Zelândia                                  | 1.70    | Trevor Ogumoro · Marianas Setentrionais    | 1.60     |
| Salto em comprimento   | Christopher Igorra · Nova Caledônia                                            | 6.63    | John Kendall · Nova Zelândia                                      | 6.62    | Nick Gerrard · Nova Zelândia               | 6.60     |
| Salto triplo           | Daniel Fake · Nova Zelândia                                                    | 13.36   | Linc Port · Austrália                                             | 13.29   | John Kendall · Nova Zelândia               | 13.06    |
| Arremesso de peso      | Vincent Lasei · Samoa                                                          | 15.49   | William Hubber · Nova Zelândia                                    | 14.26   | Denis Taripo · Ilhas Cook                  | 13.66    |
| Lançamento de disco    | Vincent Lasei · Samoa                                                          | 46.83   | Travis Ambrum · Austrália                                         | 43.05   | Henry Taripo · Ilhas Cook                  | 38.53    |
| Lançamento do martelo  | Alexis Valdenaire · Polinésia Francesa                                         | 50.24   | William Hubber · Nova Zelândia                                    | 47.52   | Travis Ambrum · Austrália                  | 46.78    |
| Lançamento do dardo    | Daniel Tutai · Ilhas Cook                                                      | 52.76   | Denis Taripo · Ilhas Cook                                         | 46.27   |                                            |          |
| Octatlo                | Lars Fa'apoi · Tonga                                                           | 4288    | Trevor Ogumoro · Marianas Setentrionais                           | 3256    | Aldrin Zapanta · Guam                      | 2891     |

### Feminino
| Evento                 | Ouro                                                                                | Ouro     | Prata                                                                                           | Prata    | Bronze                                       | Bronze   |
| ---------------------- | ----------------------------------------------------------------------------------- | -------- | ----------------------------------------------------------------------------------------------- | -------- | -------------------------------------------- | -------- |
| 100 metros             | Olivia Blundell · Nova Zelândia                                                     | 12.87    | Pollara Cobb · Guam                                                                             | 12.92    | Vasi Feke · Tonga                            | 13.05    |
| 200 metros             | Paulini Korowaqa · Fiji                                                             | 25.74    | Vicky Paine · Nova Zelândia                                                                     | 26.40    | Kirsten Hurley · Nova Zelândia               | 27.08    |
| 400 metros             | Paulini Korowaqa · Fiji                                                             | 57.81    | Vicky Paine · Nova Zelândia                                                                     | 57.83    | Kathryn Kennedy · Nova Zelândia              | 59.00    |
| 800 metros             | Emily Kinsler · Nova Zelândia                                                       | 2:19.31  | Nori Tubas · Vanuatu                                                                            | 2:39.49  | Kimberley Layson · Guam                      | 2:43.57  |
| 1 500 metros           | Laura Nagel · Nova Zelândia                                                         | 4:39.91  | Emily Kinsler · Nova Zelândia                                                                   | 5:04.21  | Nori Tubas · Vanuatu                         | 5:33.97  |
| 3 000 metros           | Danielle Trevis · Nova Zelândia                                                     | 10:48.28 | Jessie Andresen · Ilhas Salomão                                                                 | 12:24.76 | Joni Aguon · Guam                            | 12:34.77 |
| 3 km corta-mato        | Laura Nagel · Nova Zelândia                                                         | 10:49    | Danielle Trevis · Nova Zelândia                                                                 | 11:30    | Jackie Gatland · Ilha Norfolk                | 12:06    |
| 100 metros barreiras   | Kelsey Berryman · Nova Zelândia                                                     | 14.88    | Olivia Blundell · Nova Zelândia                                                                 | 15.03    | Vasi Feke · Tonga                            | 15.35    |
| 400 metros barreiras   | Kelsey Berryman · Nova Zelândia                                                     | 67.88    | Emily Keehn · Austrália                                                                         | 74.21    |                                              |          |
| 4×100 metros estafetas | Nova Zelândia · Kelsey Berryman · Kathryn Kennedy · Tamara Anstis · Olivia Blundell | 50.76    | Marianas Setentrionais · Reylynn Sapong · Jacquelin Wonenberg · Ana Tenario · Li'amwar Rangamar | 56.90    |                                              |          |
| Salto em altura        | Tamara Anstis · Nova Zelândia                                                       | 1.67     | Emily Keehn · Austrália                                                                         | 1.61     | Kirsten Hurley · Nova Zelândia               | 1.55     |
| Salto em comprimento   | Olivia Blundell · Nova Zelândia                                                     | 5.08     | Patricia Taea · Ilhas Cook                                                                      | 5.02     | Jacquelin Wonenberg · Marianas Setentrionais | 4.79     |
| Salto triplo           | Kathryn Kennedy · Nova Zelândia                                                     | 11.07    | Pollara Cobb · Guam                                                                             | 10.02    | Jacquelin Wonenberg · Marianas Setentrionais | 9.66     |
| Arremesso de peso      | Margaret Satupai · Samoa                                                            | 14.27    | Iesha Beer · Austrália                                                                          | 12.71    | Jenequa Benavente · Marianas Setentrionais   | 9.53     |
| Lançamento de disco    | Margaret Satupai · Samoa                                                            | 45.08    | Jenequa Benavente · Marianas Setentrionais                                                      | 33.67    | Perle Buard · Polinésia Francesa             | 32.19    |
| Lançamento do martelo  | Margaret Satupai · Samoa                                                            | 34.58    | Perle Buard · Polinésia Francesa                                                                | 31.57    | Jenequa Benavente · Marianas Setentrionais   | 27.57    |
| Lançamento do dardo    | Perle Buard · Polinésia Francesa                                                    | 38.73    | Tamara Anstis · Nova Zelândia                                                                   | 33.34    | Patricia Taea · Ilhas Cook                   | 31.91    |
| Heptatlo               | Jacquelin Wonenberg · Marianas Setentrionais                                        | 3263     | Unaloto Tauki'uvea · Tonga                                                                      | 3369     | Li'amwar Rangamar · Marianas Setentrionais   | 2187     |

### Misto
| Evento                   | Ouro                                                                  | Ouro    | Prata                                                                                | Prata   | Bronze                                                                      | Bronze  |
| ------------------------ | --------------------------------------------------------------------- | ------- | ------------------------------------------------------------------------------------ | ------- | --------------------------------------------------------------------------- | ------- |
| Revezamento medley 800 m | Austrália · Emma-Rose Daby · Mason Holm · Emily Keehn · Daniel McLean | 1:42.14 | Papua-Nova Guiné · Monica Pokana · Reginald Worealevi · Shirley Vunatup · Joe Matmat | 1:43.07 | Guam · Pollara Cobb · Aldrin Zapanta · Noreen Ericsson · Matthew Pangelinan | 1:47.48 |

## Quadro de medalhas (não oficial)
| Ordem | País                   | Medalha de ouro | Medalha de prata | Medalha de bronze | Total |
| ----- | ---------------------- | --------------- | ---------------- | ----------------- | ----- |
| 1     | Nova Zelândia          | 19              | 11               | 6                 | 36    |
| 2     | Samoa                  | 5               | 0                | 0                 | 5     |
| 3     | Austrália              | 3               | 8                | 2                 | 13    |
| 4     | Polinésia Francesa     | 2               | 1                | 2                 | 5     |
| 5     | Fiji                   | 2               | 0                | 0                 | 2     |
| 6     | Tonga                  | 1               | 4                | 2                 | 7     |
| 7     | Guam                   | 1               | 3                | 7                 | 11    |
| 7     | Marianas Setentrionais | 1               | 3                | 7                 | 11    |
| 9     | Ilhas Cook             | 1               | 2                | 3                 | 6     |
| 10    | Ilhas Salomão          | 1               | 2                | 0                 | 3     |
| 11    | Nova Caledônia         | 1               | 0                | 0                 | 1     |
| 12    | Papua-Nova Guiné       | 0               | 1                | 1                 | 2     |
| 12    | Vanuatu                | 0               | 1                | 1                 | 2     |
| 14    | Palau                  | 0               | 1                | 0                 | 1     |
| 15    | Kiribati               | 0               | 0                | 1                 | 1     |
| 15    | Ilha Norfolk           | 0               | 0                | 1                 | 1     |
| Total | Total                  | 37              | 37               | 33                | 107   |

## Participantes (não oficial)
Uma contagem não oficial rende o número de 112 atletas de 21 nacionalidades:
| - Samoa Americana (6) - Austrália (12) - Ilhas Cook (4) - Fiji (1) - Polinésia Francesa (3) - Guam (15) - Kiribati (1) | - Ilhas Marshall (4) - Estados Federados da Micronésia (1) - Nauru (4) - Nova Caledônia (1) - Nova Zelândia (18) - Ilha Norfolk (2) - Marianas Setentrionais (14) | - Palau (4) - Papua-Nova Guiné (6) - Samoa (3) - Ilhas Salomão (4) - Tonga (4) - Tuvalu (3) - Vanuatu (2) |